# Theophanes Continuatus
Theophanes Continuatus (grško σενέχισταί Θεοφάνους, latinizirano: synechistaí Theofánous) ali Scriptores post Theophanem (Οἱ μετὰ Θεοφάνην, Oi metá Theofánin, 'Tisti po Teofanu') je latinski izraz, ki se običajno uporablja za zbirko grških zgodovinskih spisov iz 11. stoletja (Cod. Vat. Gr. 167). Naziv izhaja iz vsebine rokopisov, ki so nadaljevanje letopisov Teofana Spovednika, ki zajemajo obdobje od leta 285 do 813. 
Theophanes Continuatus zajema obdobje obdobje od leta 813 do 961.  Sestavljen je iz štirih različnih del, ki se po slogu in obliki zelo razlikujejo od Teofanovega letopisnega pristopa. Prvo delo vsebuje življenjepise cesarjev od Leona V. Armenca do Mihaela III., ki so vladali od leta 813 do 867. Ker je pisanje življenjepisov naročil cesar Konstantin VII. (vladal 913–959), odražajo stališče vladajoče Makedonske dinastije. Neznani avtor dela je verjetno uporabil iste vire kot Jožef Genezij.
Drugo delo,  znano kot Vita Basilii (poslovenjeno Bazilijevo življenje), je biografija Bazilija I. Makedonca (vladal 867–886), ki jo je napisal njegov vnuk Konstantin VII., verjetno okoli leta 950. Delo je v bistvu panegirik, ki hvali Bazilija in njegovo vladavino in blati njegovega predhodnika Mihaela III.
Tretje delo je zgodovina let 886 do 948 in je po obliki in vsebini zelo blizu zgodovini Simeona Logoteta. Zadnji del je nadaljevanje zgodovine do leta 961. Napisal ga je verjetno Teodor Dafnopat malo pred letom 963.

## Vir
- Kazhdan, Alexander, ur. (1991). Oxford Dictionary of Byzantium. Oxford University Press. ISBN 978-0-19-504652-6.